# IC 4352
IC 4352 — галактика типу Sab (компактна витягнута галактика) у сузір'ї Центавр.
Цей об'єкт міститься в оригінальній редакції індексного каталогу.